# Madrasa Zincirli
Madrasa Zincirli (in ucraino Зинджирли-медресе?; Медресе Ланцюгів, tataro della Crimea Zıncırlı medrese) è una madrasa, costruita in pietra da Meñli I Giray nel 1500 vicino Bachčisaraj, Crimea.

## Storia
Zincirli Madrasa fu fondata nel 1500 da Khan Meñli I Giray. Era una scuola islamica tradizionale di apprendimento superiore e ha servito generazioni di studenti fino al 1917, quando fu trasformata in una scuola medica dalle autorità bolsceviche. Nel 1939, il complesso di edifici che circondavano la Madrasa divenne un ospedale psichiatrico. Dopo il ritorno nella loro patria, i tatari di Crimea sono stati in grado di ottenere il controllo della storica madrasa.
La tomba persa di Ismail Bey Gaspirali si trova anche all'interno del complesso della madrasa ed è rappresentata da un segno simbolico. La madrasa prende il nome dalla grande catena (zincir) che si appende sopra la porta d'ingresso.

## Galleria d'immagini

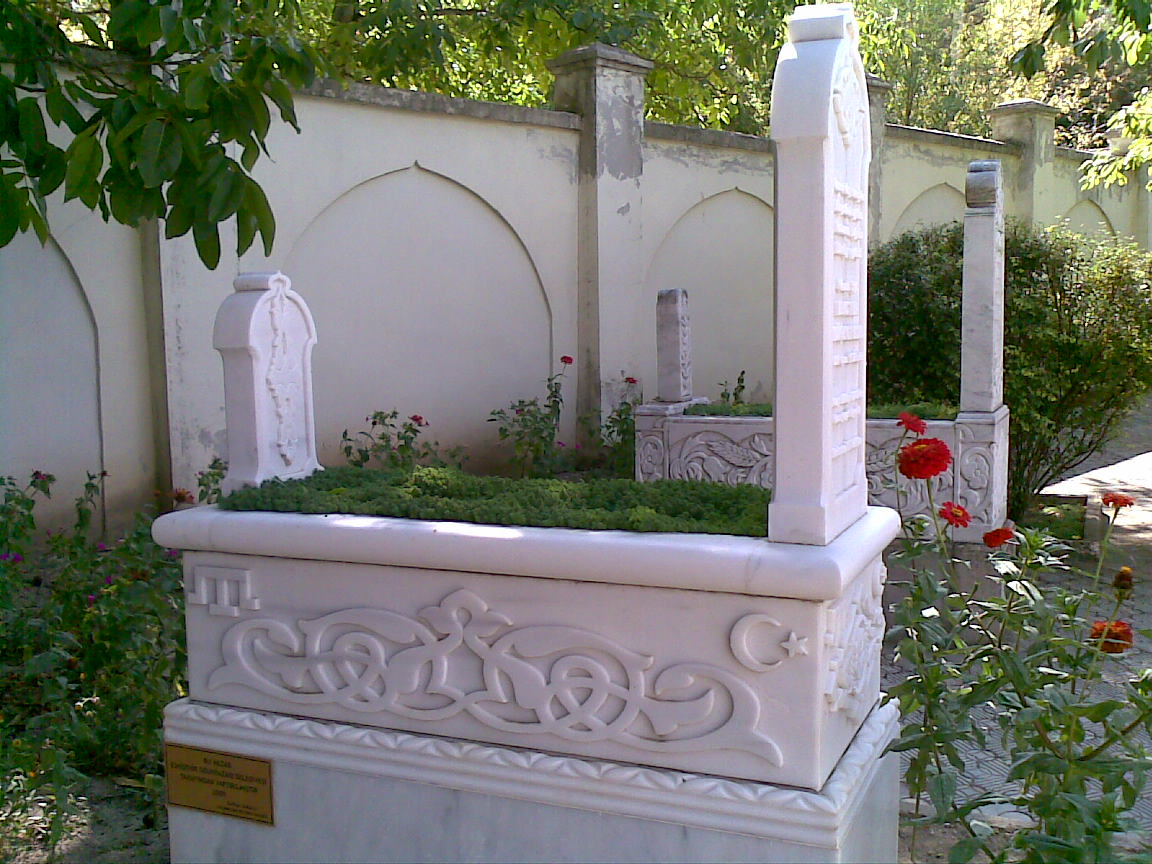
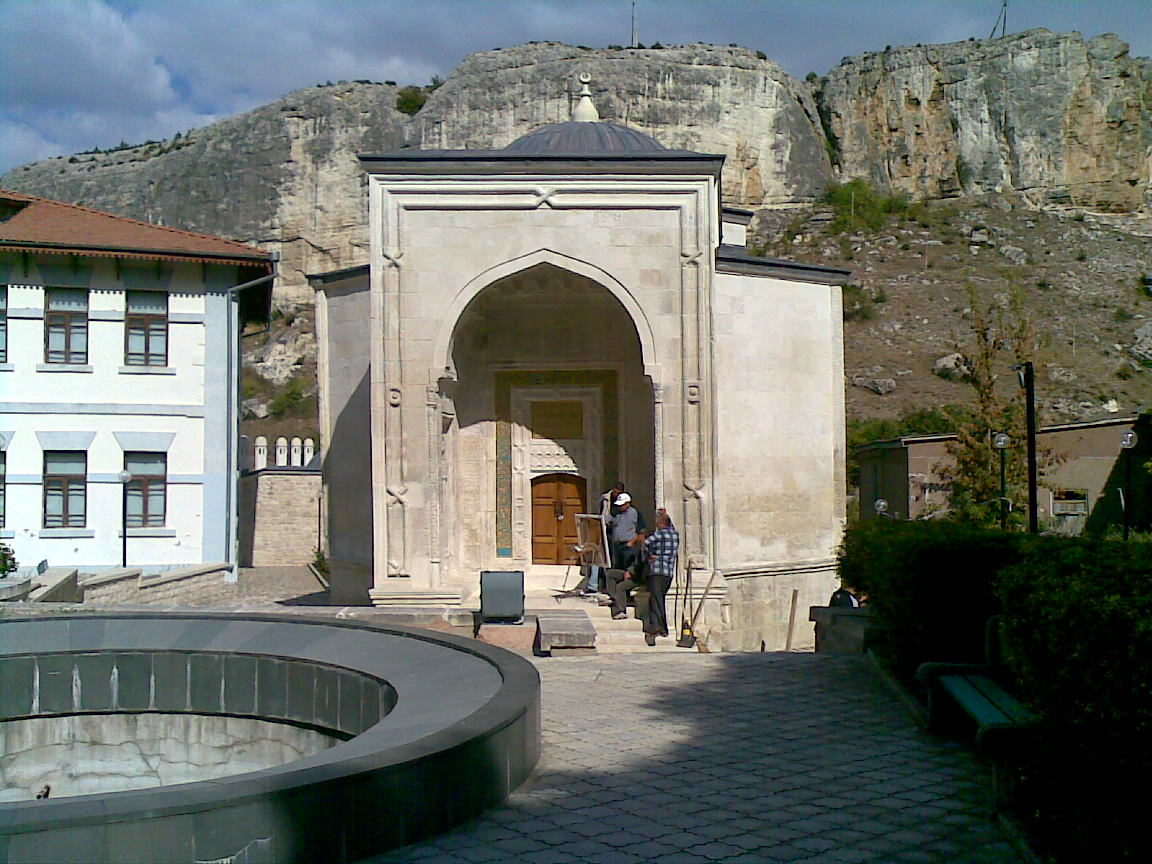
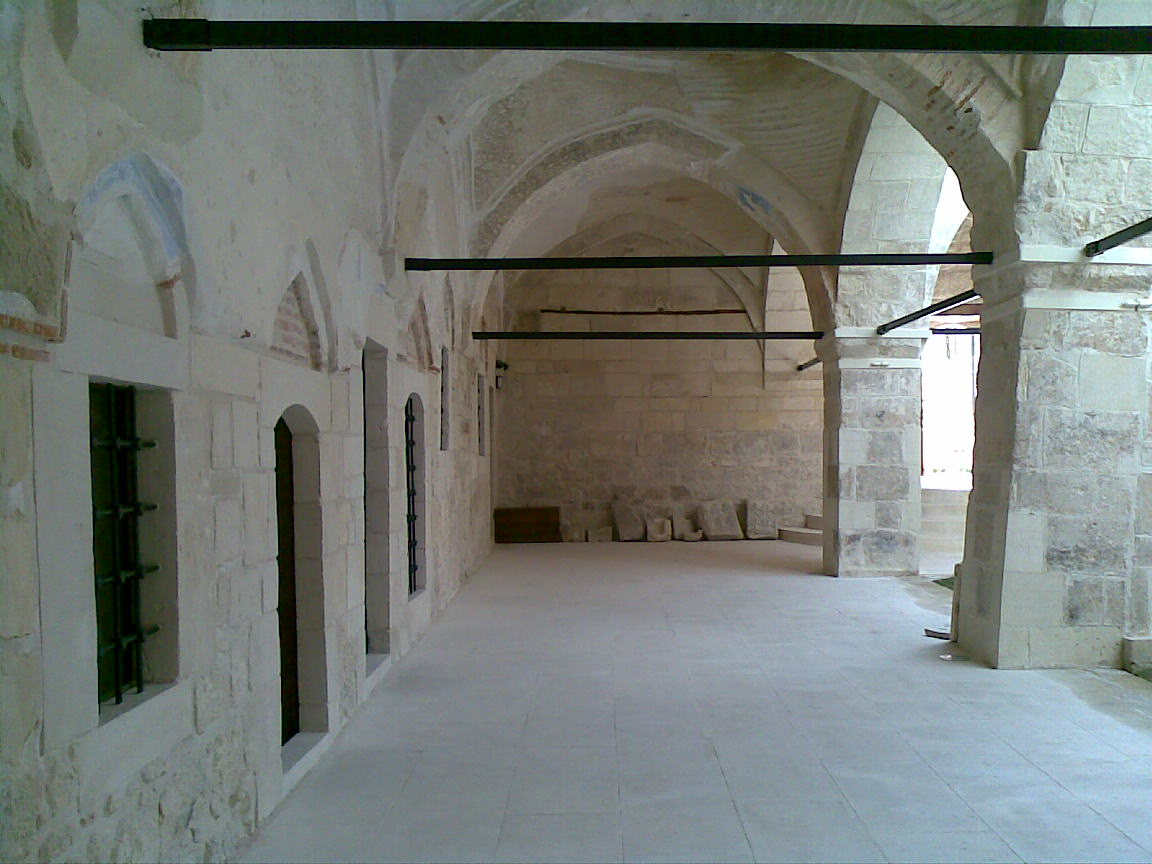
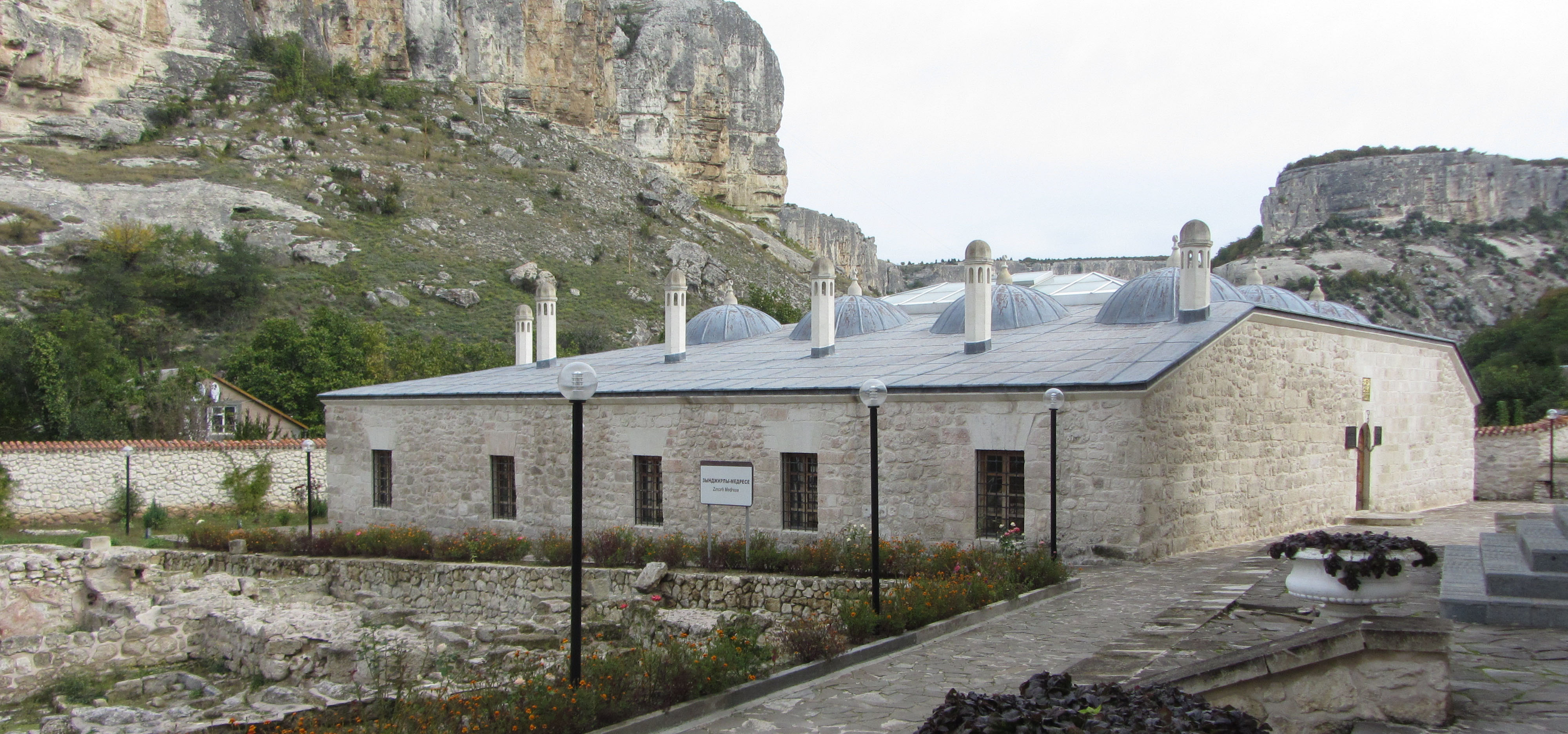